# FS E550 sorozat
Az FS E.550 sorozat az Olasz vasutak egyik villamosmozdony-sorozata volt. 1908 és 1921 között gyártották, összesen 186 db készült belőle. Selejtezése 1965-ben kezdődött.